# Catherine Lacey (Schriftstellerin)

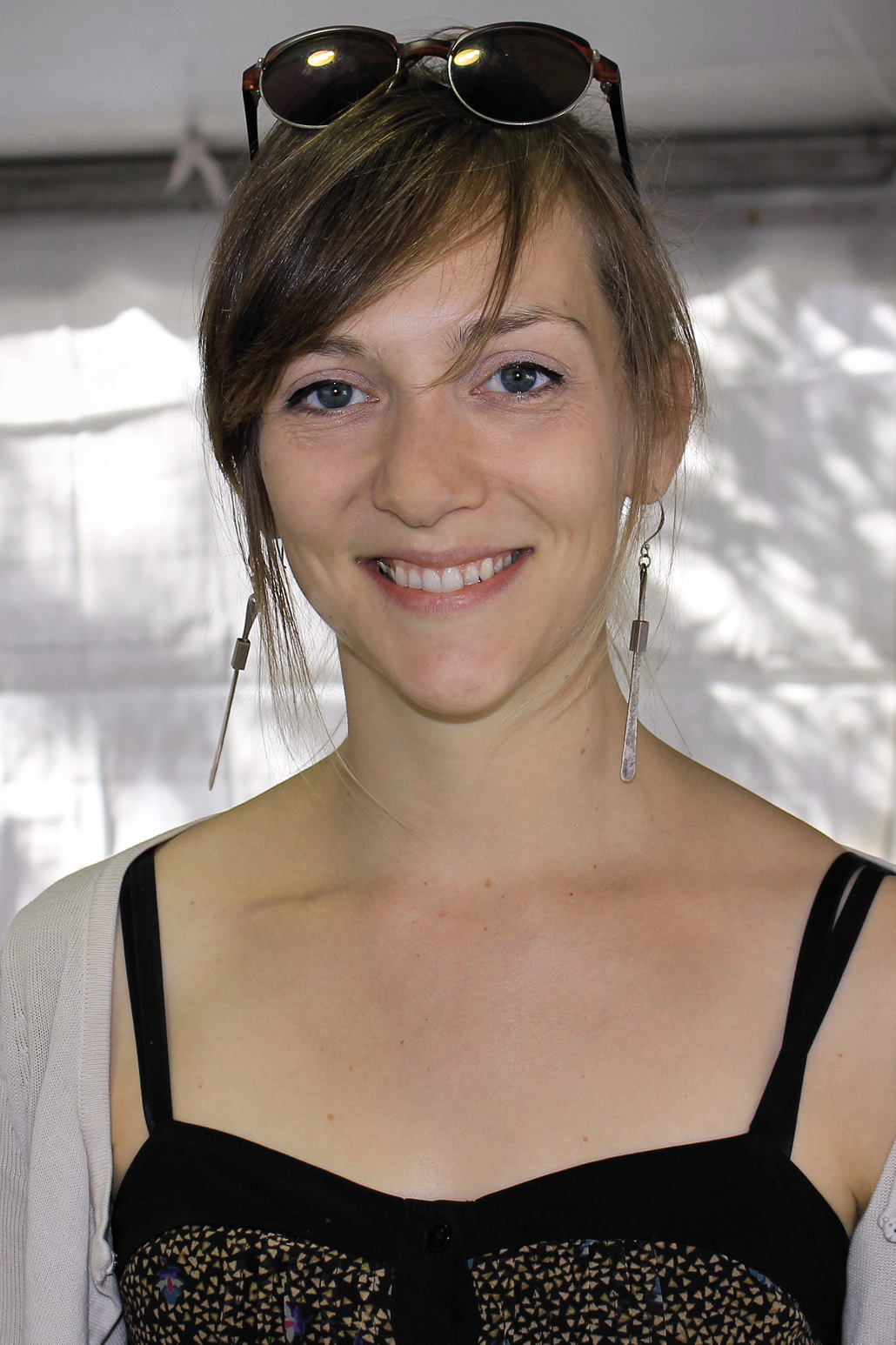
Catherine Lacey (2015)

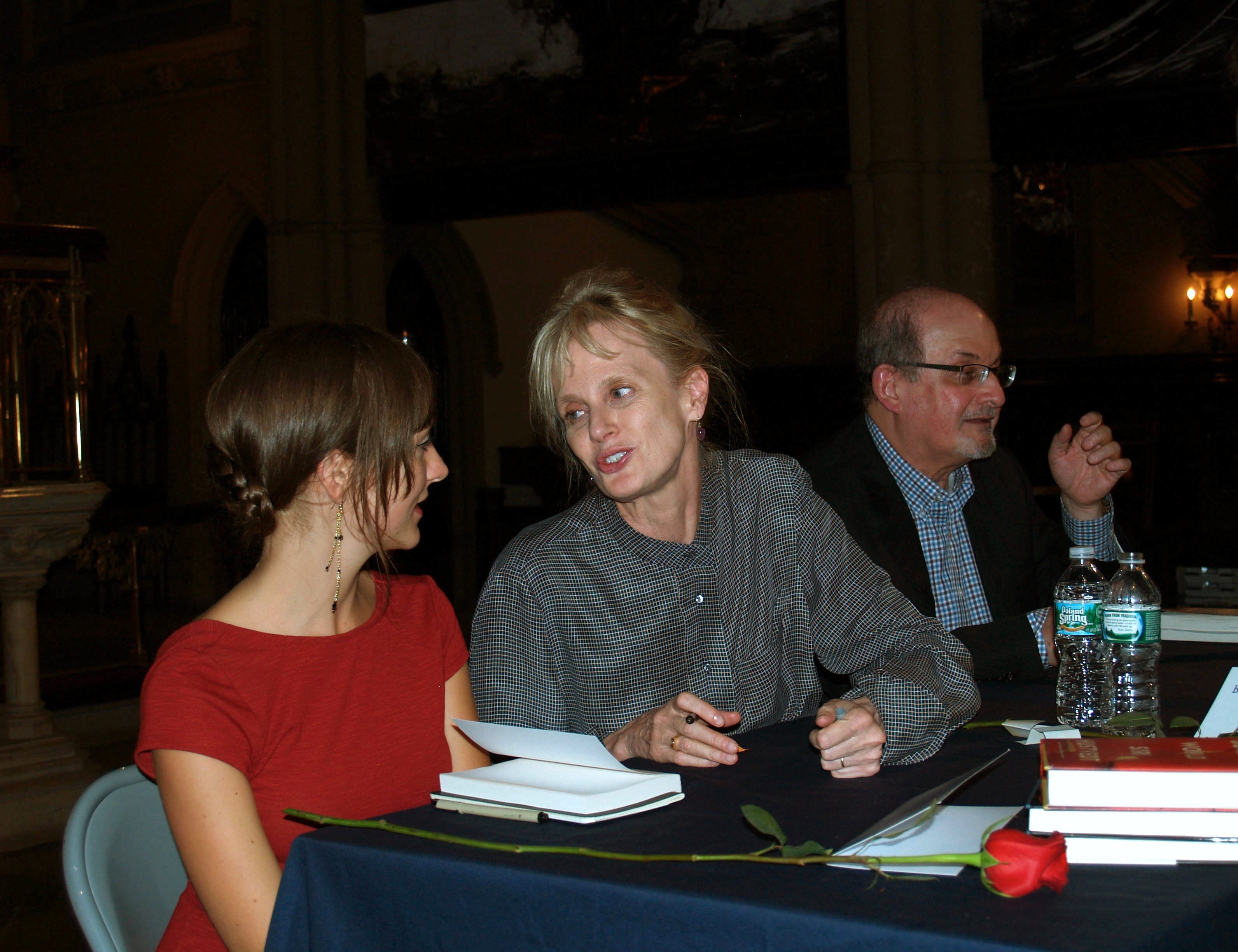
Catherine Lacey mit Siri Hustvedt und Salman Rushdie beim Brooklyn Book Festival 2014

Catherine Lacey (geboren 9. April 1985 in Tupelo (Mississippi)) ist eine US-amerikanische Schriftstellerin.

## Leben
Catherine Lacey Booth ist die Tochter von Susan Tims und George Booth, die Geschäftsleute in Tupelo sind. Sie besuchte dort die Grundschule und danach ein Internat in Tennessee. Sie studierte Kunst an der Loyola University New Orleans und absolvierte ein Masterstudium in nicht-literarischem Schreiben an der Columbia University in New York City. Sie änderte ihren Namen in Lacey. Sie war Stipendiatin der New York Foundation for the Arts (NYFA) und erhielt 2016 einen Whiting Award for Fiction.
Lacey ist seit 2015 mit dem Schauspieler der Blue Man Group Peter Musante verheiratet.
Lacey veröffentlichte Kurzgeschichten in The Atlantic, Vogue, Kirkus, The Village Voice und in The New York Times. 2014 erschien ihr erster Roman.
Im Zentrum der Geschichte des zweiten Romans Das Girlfriend-Experiment steht ein skurriles Beziehungsexperiment.

## Politische Einstellungen
Im Oktober 2024 gehörte Lacey zu den Unterzeichnern eines Aufrufs zum Boykott israelischer Kulturinstitutionen, „die an der überwältigenden Unterdrückung der Palästinenser mitschuldig sind oder diese stillschweigend beobachtet haben“.

## Werke
- Nobody Is Ever Missing. Roman. Farrar, Straus and Giroux, New York 2014.
  - Niemand verschwindet einfach so. Übersetzung Bettina Abarbanell. Aufbau, Berlin 2014, ISBN 978-3-351-03680-5.
- The Art of the Affair : an illustrated history of love, sex, and artistic influence. Illustrationen Forsyth Harmon. Bloomsbury, 2017.
- The Answers. Roman. Farrar, Straus and Giroux, New York 2017, ISBN 978-0-374-71434-5.
  - Das Girlfriend-Experiment. Übersetzung Bettina Abarbanell. Aufbau, Berlin 2019, ISBN 978-3-351-03754-3.
- Certain American states : stories. Farrar, Straus and Giroux, New York  2018, ISBN 978-0-374-26589-2.
- Pew : A Novel. Farrar, Straus and Giroux, New York 2020.